# 冯开泰
冯开泰，海南文昌人，明朝政治人物。
举人出身，天启四年，担任福建延平府永安县知县。